# Loch Gruinart
Loch Gruinart es un loch de mar en la costa septentrional de la isla de Islay en Escocia (Reino Unido). La tierra en la cabeza del loch, Gruinart Flats, es una reserva natural propiedad de la RSPB.  Es un importante lugar de hibernada para el barnacla cariblanco. 
La batalla de Tráigh Gruineart se luchó en las arenas del extremo sur del loch el 5 de agosto de 1598 entre una fuerza de Mull liderada por Sir Lachlan Mor MacLean of Duart y los hombres de Islay dirigidos por James MacDonald, hijo de Angus MacDonald of Dunyvaig and the Glens, en la que los Macleans fueron derrotados y todos muertos, incluido Sir Lachlan salvo uno que sobrevivió al nadar hasta Nave Island. El pìobaireachd Lament for Sir Lachlan Mor se remonta a esta batalla que también se recuerda en el folclore de Islay folklore.